# Владимир Смирнов (скиор)
Владимир Михайлович Смирнов (на руски: Влади́мир Миха́йлович Смирно́в) е спортен функционер и ски бегач, сред най-известните от края на 1980-те и началото на 1990-те години.
Състезава се от 1982 до 1991 г. за СССР и след това за Казахстан. Той е първият олимпийски шампион от независим Казахстан. Вицепрезидент на Международния съюз по биатлон, бивш член на Международния олимпийски комитет.

## Биография
Смирнов прави международния си дебют на Световното първенство по ски северни дисциплини през 1985 г. Печели на Световното първенство през 1987 г. сребърен медал с щафетата на СССР и завършва пети на 15 km. Смирнов печели известност през 1988 г. на XV зимни олимпийски игри в Калгари, където печели медали във всички състезания, в които участва – сребърни медали на 30 km и в щафетата и бронзов на 15 km. През кариерата си Смирнов печели още четири олимпийски медала. Единственият си златен олимпийски медал Смирнов печели на XVII зимни олимпийски игри през 1994 г. в бягането на 50 km, което не е коронната му дисциплина. Печели и сребърни медали на 10 km и в преследването през 1994 г. и в преследването на следващата олимпиада през 1998 г. 
На Световното първенство през 1989 г. Смирнов печели първата си титла на 30 km, а най-силният турнир в кариерата му е Световното първенство през 1995 г., където печели златни медали на 10 km, 30 km и в преследването. Също така печели четири сребърни медала и три бронзови медала на световни първенства. 
Смирнов участва много успешно и в турнирите за Световната купа, която печели през сезоните 1990/91 и 1993/94. Завършва 3 пъти 2-ри и 3 пъти 3-ти в крайното класиране.
Удостоен е с медала „Холменколен“ през 1994 г.
След приключването на спортната си кариера Смирнов е член на МОК от Казахстан между 1999 и 2001 г. В периода 1998 – 2004 г. е член на Комисията на атлетите на МОК. Той е също вицепрезидент на Международния съюз по биатлон.

## Срещу Дели
Владимир Смирнов е сред най-големите спортни съперници на великия Бьорн Дели. Статистически анализ показва следното:
- Дели е по-добър в свободния стил, а Смирнов е по-силен в класическия стил;
- сезон 1993/94 е единственият, в който Смирнов побеждава Дели по-често, отколкото губи;
- повечето победи на Смирнов са с малка разлика, докато повечето победи на Дели са с голяма разлика;
- Дели е по-силен в началото на 1990-те, през 1993 – 95 г. силите са относително изравнени, след това Дели отново е значително по-добър.

## Резултати
Зимни олимпийски игри
1988 –  Калгари  2-ри, 30 km класически стил
1988 –  Калгари  3-ти, 15 km класически стил
1988 –  Калгари  2-ри, 4x10 km щафета
1994 –  Лилехамер  2-ри, 10 km класически стил
1994 –  Лилехамер  2-ри, 25 km смесено преследване
1994 –  Лилехамер  1-ви, 50 km класически стил
1998 –  Нагано  3-ти, 25 km смесено преследване
Световни първенства по ски северни дисциплини
1987 –  Оберстдорф  2-ри, 4x10 km щафета
1989 –  Лахти  1-ви, 30 km класически стил
1991 –  Вал ди Фиеме  2-ри, 30 km класически стил
1991 –  Вал ди Фиеме  3-ти, 15 km свободен стил
1993 –  Фалун  3-ти, 30 km класически стил
1993 –  Фалун  2-ри, 10 km класически стил
1993 –  Фалун  1-ви, 25 km смесено преследване
1995 –  Тъндър Бей  1-ви, 30 km класически стил
1995 –  Тъндър Бей  1-ви, 10 km класически стил
1995 –  Тъндър Бей  1-ви, 25 km смесено преследване
1995 –  Тъндър Бей  3-ти, 50 km свободен стил
Азиатски зимни игри
1999 –  Кануън-до  1-ви, 15 km класически стил
1999 –  Кануън-до  1-ви, 4×10 km щафета
1999 –  Кануън-до  3-ти, 30 km свободен стил
Крайно класиране за Световната купа
1985/86 –  3-ти
1990/91 –  1-ви
1991/92 –  3-ти
1992/93 –  2-ри
1993/94 –  1-ви
1994/95 –  2-ри
1995/96 –  2-ри
1997/98 –  3-ти
Подиуми за Световната купа
1984 –  Мурманск  2-ри, 15 km класически стил
1985 –  Лабрадор сити (Labrador City)  2-ри, 15 km класически стил
1986 –  Ла Брес (La Bresse)  2-ри, 30 km класически стил
1986 –  Кавголово  1-ви, 15 km класически стил
1986 –  Конье (Cogne)  3-ти, 15 km свободен стил
1986 –  Давос  2-ри, 30 km класически стил
1988 –  Кавголово  1-ви, 30 km класически стил
1988 –  Калгари  2-ри, 30 km класически стил
1988 –  Калгари  3-ти, 15 km класически стил
1989 –  Кавголово  2-ри, 15 km класически стил
1989 –  Лахти  1-ви, 30 km класически стил
1990 –  Райт им Винкл  1-ви, 30 km свободен стил
1990 –  Йорншьолдсвик  3-ти, 30 km класически стил
1990 –  Тауплиц  3-ти, 25 km смесено преследване
1990 –  Давос  1-ви, 15 km класически стил
1990 –  Льо Сесе (Les Saisies)  1-ви, 30 km класически стил
1991 –  Минск  1-ви, 15 km свободен стил
1991 –  Вал ди Фиеме  2-ри, 30 km класически стил
1991 –  Вал ди Фиеме  3-ти, 15 km свободен стил
1991 –  Лахти  2-ри, 30 km свободен стил
1991 –  Провинциален парк „Силвър стар“  2-ри, 10 km класически стил
1992 –  Кавголово  3-ти, 30 km класически стил
1992 –  Фюнесдален  3-ти, 30 km свободен стил
1992 –  Рамзау  2-ри, 10 km свободен стил
1992 –  Рамзау  3-ти, 15 km класически стил
1992 –  Вал ди Фиеме  1-ви, 30 km свободен стил
1993 –  Bohinj  1-ви, 15 km свободен стил
1993 –  Фалун  3-ти, 30 km класически стил
1993 –  Фалун  2-ри, 10 km класически стил
1993 –  Фалун  1-ви, 25 km смесено преследване
1993 –  Лахти  2-ри, 30 km свободен стил
1993 –  Санта Катерина ди Валфура  1-ви, 30 km класически стил
1993 –  Тоблах  1-ви, 10 km класически стил
1993 –  Тоблах  1-ви, 15 km свободен стил
1994 –  Кавголово  1-ви, 15 km класически стил
1994 –  Осло  1-ви, 15 km свободен стил
1994 –  Лилехамер  2-ри, 10 km класически стил
1994 –  Лилехамер  2-ри, 25 km смесено преследване
1994 –  Лилехамер  1-ви, 50 km класически стил
1994 –  Лахти  1-ви, 15 km свободен стил
1994 –  Кируна  2-ри, 10 km класически стил
1994 –  Сапада  3-ти, 10 km свободен стил
1995 –  Лахти  1-ви, 15 km свободен стил
1995 –  Лахти  1-ви, 15 km класически стил
1995 –  Фалун  3-ти, 30 km класически стил
1995 –  Осло  1-ви, 50 km класически стил
1995 –  Тъндър Бей  1-ви, 30 km класически стил
1995 –  Тъндър Бей  1-ви, 10 km класически стил
1995 –  Тъндър Бей  1-ви, 25 km смесено преследване
1995 –  Тъндър Бей  3-ти, 50 km свободен стил
1995 –  Сапоро  2-ри, 15 km свободен стил
1995 –  Вуокати (Vuokatti)  1-ви, 10 km класически стил
1995 –  Давос  2-ри, 30 km класически стил
1995 –  Брюсон  3-ти, 15 km свободен стил
1995 –  Санта Катерина ди Валфура  2-ри, 10 km класически стил
1995 –  Санта Катерина ди Валфура  3-ти, 15 km свободен стил
1996 –  Стръбске Плесо (Strbske Pleso  1-ви, 50 km свободен стил
1996 –  Нове Место на Морави  1-ви, 15 km класически стил
1996 –  Кавголово  2-ри, 15 km класически стил
1996 –  Тронхайм  1-ви, 30 km свободен стил
1996 –  Фалун  1-ви, 10 km свободен стил
1996 –  Фалун  1-ви, 15 km класически стил
1997 –  Лахти  1-ви, 30 km класически стил
1997 –  Бейтостьолен (Beitostoelen)  2-ри, 10 km класически стил
1997 –  Вал ди Фиеме  3-ти, 10 km класически стил
1998 –  Лахти  1-ви, 30 km класически стил